# 哈德里海

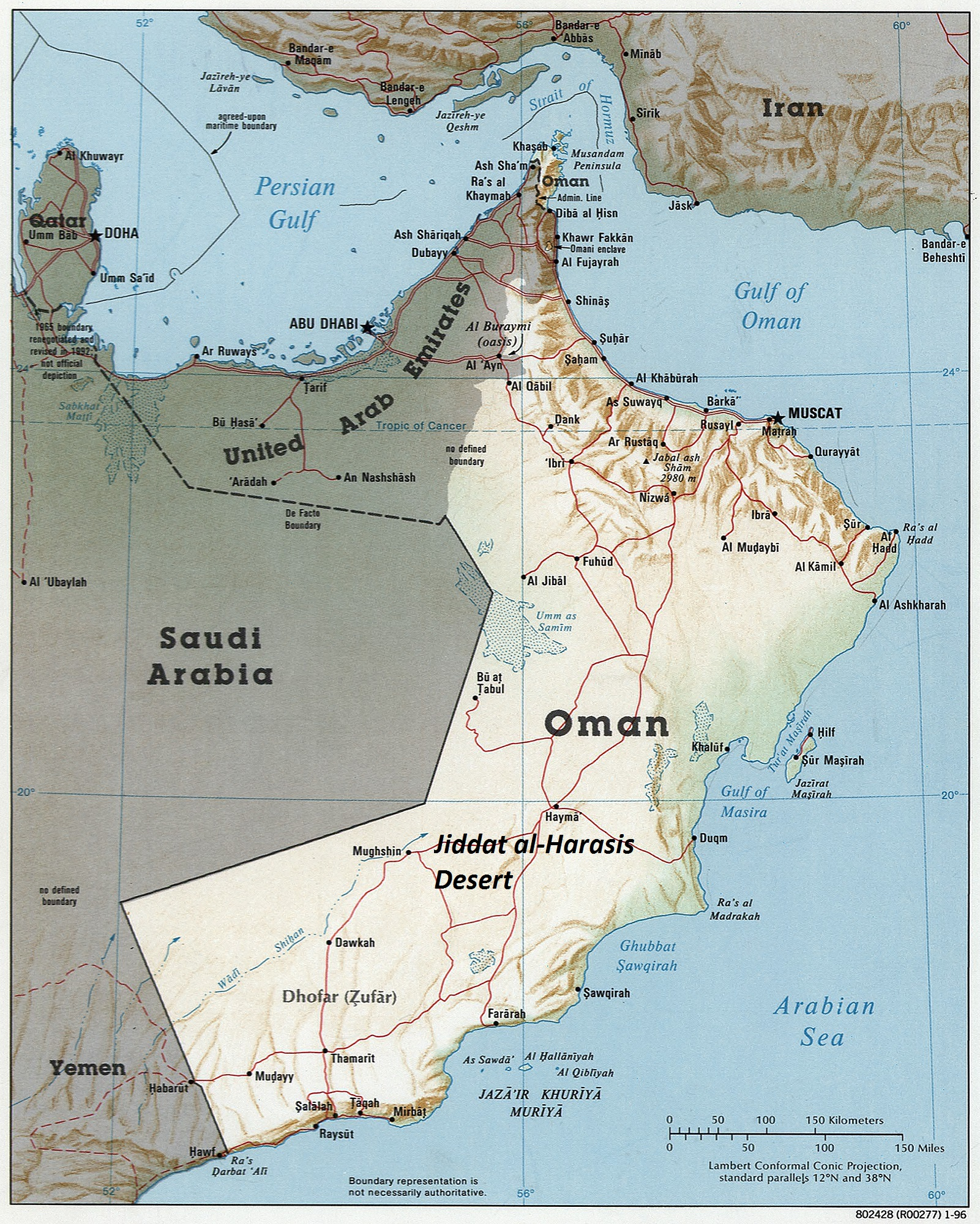
哈德里海（Gulf of Masira）在阿曼的位置

哈德里海（阿拉伯语：‎，羅馬化：Baḥr al-Ḥadrī），又名马西拉湾（英語：Gulf of Masirah），是阿曼马西拉岛以南、迈德赖凯角（阿拉伯语：‎，羅馬化：Raʾs Madrakah）以北的一片海域，位于阿曼东海岸和阿拉伯海之间。